# 李沄 (光緒進士)
李沄（?—?），山東省青州府諸城縣人，清朝政治人物、同進士出身。
光緒三年（1877年），参加丁丑科殿試，登進士三甲第16名。同年五月，分部學習。